# Moctar Yacouba
Moctar Yacouba (ur. 18 lipca 1994 w Niamey) – nigerski piłkarz grający na pozycji defensywnego pomocnika. Od 2018 roku jest zawodnikiem klubu Sahel SC.

## Kariera klubowa
Swoją piłkarską karierę Yacouba rozpoczął w klubie Olympic FC de Niamey. W sezonie 2011/2012 zadebiutował w jego barwach w pierwszej lidze nigerskiej. W debiutanckim sezonie został z nim mistrzem Nigru. W latach 2013–2016 grał w ASN Nigelec, a w sezonie 2016/2017 w AS Douanes Niamey. W 2018 został zawodnikiem Sahel SC. W sezonie 2019/2020 wywalczył z nim wicemistrzostwo kraju.

## Kariera reprezentacyjna
W reprezentacji Nigru Yacouba zadebiutował 27 lipca 2013 w wygranym 1:0 i ostatecznie przegranym 5:6 po serii rzutów karnych meczu Mistrzostw Narodów Afryki 2014 z Burkiną Faso, rozegranym w Niamey. Od 2013 do 2016 wystąpił w kadrze narodowej 6 razy i strzelił 2 gole.